# Curetis nisias
Curetis nisias är en fjärilsart som beskrevs av Hans Fruhstorfer 1908. Curetis nisias ingår i släktet Curetis och familjen juvelvingar. Inga underarter finns listade i Catalogue of Life.